# Lampides vuniva
Lampides vuniva är en fjärilsart som beskrevs av Hans Fruhstorfer 1921. Lampides vuniva ingår i släktet Lampides och familjen juvelvingar. Inga underarter finns listade i Catalogue of Life.